# Champions Trophy de hockey sobre césped femenino de 2010
La 18.ª edición del Champions Trophy femenino se llevó a cabo entre el 10 y 18 de julio de 2010, en el Nottingham Highfields Sports Club de Nottingham, Inglaterra. Las seis selecciones nacionales que participaron fueron Alemania, Argentina, China, Inglaterra, Nueva Zelanda y Holanda. Esta es la primera vez que el torneo se realiza en Inglaterra.

## Planteles

### AlemaniaAlemania
| - ( 2.) Tina Bachmann - ( 4.) Mandy Haase - ( 7.) Natascha Keller - (10.) Nina Hasselmann - (11.) Eileen Hoffmann - (12.) Lydia Hasse - (13.) Katharina Otte | - (15.) Hannah Krueger - (17.) Barbara Vogel - (19.) Jennifer Plass - (20.) Lena Andersch - (24.) Maike Stöckel - (25.) Janne Müller-Wieland - (26.) Celina Wilde | - (28.) Julia Müller - (29.) Lina Geyer - (30.) Christina Schütze - (32.) Kristina Reynolds - Director Técnico Michael Behrmann |

### Argentina
| - ( 1.) Belén Succi - ( 2.) Mariana Rossi - ( 4.) Rosario Luchetti - ( 5.) Macarena Rodríguez - ( 7.) Alejandra Gulla - ( 8.) Luciana Aymar - (10.) Soledad García | - (11.) Carla Rebecchi - (12.) Delfina Merino - (13.) María Laura Aladro - (18.) Daniela Sruoga - (19.) Mariné Russo - (21.) Mariela Scarone - (24.) Claudia Burkart | - (25.) Silvina D'Elia - (26.) Giselle Kañevsky - (27.) Noel Barrionuevo - (30.) Josefina Sruoga - Director Técnico Carlos Retegui |

### ChinaChina
| - ( 1.) Yibo Ma - ( 3.) Xuejiao Huang - ( 5.) Wei Ma - ( 6.) Sinan Sun - ( 8.) Baorong Fu - ( 9.) Shuang Li - (10.) Lihua Gao | - (11.) Zhishuang Wang - (13.) Zhen Sun - (16.) Yimeng Zhang - (18.) Ye Ren - (19.) Ting Hung - (21.) Yudiao Zhao - (22.) Qingling Song | - (23.) Jiaojiao De - (25.) Xiaoxu Xu - (29.) Lang Zhang - (30.) Dongxiao Li - Director Técnico Sang Ryul Kim |

### InglaterraInglaterra
| - ( 1.) Beth Storry - ( 4.) Laura Unsworth - ( 5.) Crista Cullen - ( 6.) Hannah Macleod - ( 8.) Helen Richardson - ( 9.) Natalie Seymour - ( 10.) Susie Gilbert | - (11.) Kate Walsh - (12.) Chloe Rogers - (13.) Kerry Williams - (15.) Alex Danson - (16.) Katie Long - (18.) Georgie Twigg - (19.) Charlotte Craddock | - (22.) Ashleigh Ball - (23.) Sally Walton - (28.) Nicola White - (29.) Gemma Ible - Director Técnico Danny Kerry |

### Nueva ZelandaNueva Zelanda
| - ( 2.) Emily Naylor - ( 3.) Krystal Forgesson - ( 5.) Katie Glynn - ( 7.) Piki Hamahona - (11.) Stacey Carr - (15.) Beth Jurgeleit - (16.) Clarissa Eshuis | - (17.) Lucy Talbot - (20.) Samantha Harrison - (22.) Gemma Flynn - (23.) Anna Thorpe - (24.) Laura Douglas - (25.) Kate Mahon | - (26.) Natasha Fitsimons - (28.) Charlotte Harrison - (30.) Bianca Russell - (31.) Stacy Michelson - (32.) Anita Punt - Director Técnico Mark Hager |

### Países BajosPaíses Bajos
| - ( 1.) Floortje Engels - ( 8.) Marieke Mattheussens - ( 9.) Wieke Dijkstra - (10.) Kelly Jonker - (11.) Maartje Goderie - (12.) Lidewij Welten - (13.) Minke Smeets-Smabers | - (15.) Janneke Schopman - (17.) Maartje Paumen - (18.) Naomi van As - (20.) Inge Vermeulen - (21.) Sophie Polkamp - (22.) Joyce Sombroek - (23.) Kim Lammers | - (24.) Eva de Goede - (25.) Vera Vorstenbosch - (26.) Michelle van der Pols - (27.) Marilyn Agliotti - Director Técnico Herman Kruis |

## Resultados
- Los horarios corresponden a la hora del Reino Unido en verano (UTC+1)

### Tabla de posiciones
| Equipo        | Pts | PG | G | E | P | GF | GC | D/G |
| ------------- | --- | -- | - | - | - | -- | -- | --- |
| Holanda       | 12  | 5  | 4 | 0 | 1 | 11 | 6  | +5  |
| Argentina     | 10  | 5  | 3 | 1 | 1 | 15 | 9  | +6  |
| Inglaterra    | 10  | 5  | 3 | 1 | 1 | 8  | 8  | 0   |
| Alemania      | 7   | 5  | 2 | 1 | 2 | 10 | 8  | +2  |
| China         | 3   | 5  | 1 | 0 | 4 | 9  | 11 | −2  |
| Nueva Zelanda | 1   | 5  | 0 | 1 | 4 | 6  | 17 | −11 |

### Sábado 10 de julio
| China        | 1 - 2 | Alemania                 | 11:05 Árbitros: Keum-Ju Lee (KOR) y Soledad Iparraguirre (ARG). |
| Xioaxu Xu 9' |       | Eileen Hoffmann 17', 54' | 11:05 Árbitros: Keum-Ju Lee (KOR) y Soledad Iparraguirre (ARG). |

| Argentina                 | 1 - 2 | Inglaterra           | 14:05 Árbitros: Michele Joubert (RSA) y Lisa Roach (AUS). |
| Noel Barrionuevo 55' (pc) |       | Hannah Macleod 12'   | 14:05 Árbitros: Michele Joubert (RSA) y Lisa Roach (AUS). |
|                           |       | Alex Danson 53' (pc) |                                                           |

| Holanda                 | 3 - 1 | Nueva Zelanda            | 16:35 Árbitros: Frances Block (ENG) y Lin Miao (CHN). |
| Eva de Goede 50'        |       | Clarissa Eshuis 48' (pc) | 16:35 Árbitros: Frances Block (ENG) y Lin Miao (CHN). |
| Maartje Paumen 66' (pc) |       |                          |                                                       |
| Kim Lammers 70'         |       |                          |                                                       |

### Domingo 11 de julio
| Alemania               | 2 - 2 | Argentina                 | 13:35 Árbitros: Frances Block (ENG) y Lin Miao (CHN). |
| Natascha Keller 21'    |       | Mariana Rossi 41'         | 13:35 Árbitros: Frances Block (ENG) y Lin Miao (CHN). |
| Tina Bachmann 59' (pc) |       | Noel Barrionuevo 43' (pc) |                                                       |

| Inglaterra | 0 - 3 | Holanda          | 16:05 Árbitros: Soledad Iparraguirre (ARG) y Elena Eskina (RUS). |
|            |       | Ellen Hoog 23'   | 16:05 Árbitros: Soledad Iparraguirre (ARG) y Elena Eskina (RUS). |
|            |       | Kelly Jonker 31' |                                                                  |
|            |       | Eva de Goede 66' |                                                                  |

| Nueva Zelanda          | 1 - 3 | China               | 18:35 Árbitros: Amy Hassick (USA) y Lisa Roach (AUS). |
| Charlotte Harrison 68' |       | Baorong Fu 10', 63' | 18:35 Árbitros: Amy Hassick (USA) y Lisa Roach (AUS). |
|                        |       | Qingling Song 50'   |                                                       |

### Martes 13 de julio
| Argentina                 | 4 - 0 | Nueva Zelanda | 11:05 Árbitros: Michelle Joubert (RSA) y Elena Eskina (RUS). |
| Delfina Merino 42'        |       |               | 11:05 Árbitros: Michelle Joubert (RSA) y Elena Eskina (RUS). |
| Noel Barrionuevo 54' (pc) |       |               |                                                              |
| Luciana Aymar 65'         |       |               |                                                              |
| Daniela Srouga 68'        |       |               |                                                              |

| Inglaterra                          | 2 - 1 | Alemania                 | 13:35 Árbitros: Amy Hassick (USA) y Keum Ju Lee (KOR). |
| Helen Richardson 24' (pc), 63' (pc) |       | Natascha Keller 60' (pc) | 13:35 Árbitros: Amy Hassick (USA) y Keum Ju Lee (KOR). |

| Holanda                           | 2 - 1 | China         | 16:35 Árbitros: Soledad Iparraguirre (ARG) y Frances Block (ENG). |
| Maartje Paumen 43' (pc), 59' (pc) |       | Baorong Fu 5' | 16:35 Árbitros: Soledad Iparraguirre (ARG) y Frances Block (ENG). |

### Jueves 15 de julio
| Alemania                 | 5 - 2 | Nueva Zelanda         | 11:05 Árbitros: Frances Block (ENG) y Lin Miao (CHN). |
| Eileen Hoffmann 12', 31' |       | Katie Glynn 63'       | 11:05 Árbitros: Frances Block (ENG) y Lin Miao (CHN). |
| Katharina Otte 20' (pc)  |       | Samantha Harrison 67' |                                                       |
| Maike Stöckel 54'        |       |                       |                                                       |
| Natascha Keller 58' (ps) |       |                       |                                                       |

| China            | 1 - 2 | Inglaterra                | 13:35 Árbitros: Michelle Joubert (RSA) y Soledad Iparraguirre (ARG). |
| Yibo Ma 12' (pc) |       | Helen Richardson 45' (pc) | 13:35 Árbitros: Michelle Joubert (RSA) y Soledad Iparraguirre (ARG). |
|                  |       | Charlotte Craddock 52'    |                                                                      |

| Argentina                | 4 - 2 | Holanda                 | 16:05 Árbitros: Amy Hassick (USA) y Lisa Roach (AUS). |
| Noel Barrionuevo 6' (pc) |       | Wieke Dijkstra 9'       | 16:05 Árbitros: Amy Hassick (USA) y Lisa Roach (AUS). |
| Delfina Merino 32'       |       | Maartje Paumen 23' (pc) |                                                       |
| Carla Rebecchi 47'       |       |                         |                                                       |
| Rosario Luchetti 54'     |       |                         |                                                       |

### Sábado 17 de julio
| Holanda         | 1 - 0 | Alemania | 10:05 Árbitros: Soledad Iparraguirre (ARG) y Elena Eskina (RUS). |
| Kim Lammers 50' |       |          | 10:05 Árbitros: Soledad Iparraguirre (ARG) y Elena Eskina (RUS). |

| Nueva Zelanda    | 2 - 2 | Inglaterra             | 12:35 Árbitros: Lisa Roach (AUS) y Michelle Joubert (RSA). |
| Piki Hamahona 9' |       | Nicola White 19'       | 12:35 Árbitros: Lisa Roach (AUS) y Michelle Joubert (RSA). |
| Gemma Flynn 18'  |       | Crista Cullen 31' (pc) |                                                            |

| China                | 3 - 4 | Argentina                 | 15:05 Árbitros: Frances Block (ENG) y Keum Ju Lee (KOR). |
| Zhishuang Wang 30'   |       | Daniela Sruoga 20'        | 15:05 Árbitros: Frances Block (ENG) y Keum Ju Lee (KOR). |
| Yudiao Zhao 60' (pc) |       | Silvina D'Elia 45' (pc)   |                                                          |
| Baorong Fu 64'       |       | Rosario Luchetti 49'      |                                                          |
|                      |       | Noel Barrionuevo 69' (pc) |                                                          |

## Rueda final

### Domingo 18 de julio - 5.º/6.º puesto
| China                     | 3 - 4 | Nueva Zelanda          | 09:35 Árbitros: Keum Ju Lee (KOR) y Amy Hassick (USA). |
| Yibo Ma 9' (pc), 44' (pc) |       | Charlotte Harrison 12' | 09:35 Árbitros: Keum Ju Lee (KOR) y Amy Hassick (USA). |
| Yudiao Zhao 22'           |       | Katie Glynn 39' (pc)   |                                                        |
|                           |       | Piki Hamahona 58'      |                                                        |
|                           |       | Gemma Flynn 62'        |                                                        |

### Domingo 18 de julio - Tercer puesto
| Inglaterra             | 2 - 1 | Alemania         | 12:15 Árbitros: Michelle Joubert (RSA) y Soledad Iparraguirre (ARG). |
| Susie Gilbert 43' (pc) |       | Maike Stöckel 9' | 12:15 Árbitros: Michelle Joubert (RSA) y Soledad Iparraguirre (ARG). |
| Crista Cullen 51' (pc) |       |                  |                                                                      |

### Domingo 18 de julio - Final
| Holanda             | 2 - 4 | Argentina                                    | 15:05 Árbitros: Frances Block (ENG) y Lisa Roach (AUS). |
| Kelly Jonker 18'    |       | Noel Barrionuevo 9' (pc), 30' (pc), 68' (pc) | 15:05 Árbitros: Frances Block (ENG) y Lisa Roach (AUS). |
| Maartje Goderie 56' |       | Carla Rebecchi 26'                           |                                                         |

## Posiciones finales
| Pos | Equipo        |
| --- | ------------- |
|     | Argentina     |
|     | Holanda       |
|     | Inglaterra    |
| 4.  | Alemania      |
| 5.  | Nueva Zelanda |
| 6.  | China         |

## Premios
| Campeonas del Champions Trophy 2010 |
| ----------------------------------- |
| ARGENTINA Cuarto título             |

| Mejor Jugadora | Mejor Arquera | Goleadora        |
| -------------- | ------------- | ---------------- |
| Luciana Aymar  | Beth Storry   | Noel Barrionuevo |